# قمالة (السياني)

تعديل مصدري - تعديل

قمالة محلة تابعة لقرية برعات، التابعة لعزلة نخلان بمديرية السياني إحدى مديريات محافظة إب في الجمهورية اليمنية.، بلغ تعداد سكانها 195 حسب تعداد اليمن لعام 2004.